# Hydroptila jaruma
Hydroptila jaruma är en nattsländeart som beskrevs av Wells 1990. Hydroptila jaruma ingår i släktet Hydroptila och familjen smånattsländor. Inga underarter finns listade i Catalogue of Life.